# Muchamiedali Mamurbiek
Muchamiedali Mamurbiek (ros. Мухамедали Мамурбек; ur. 1998) – kazachski zapaśnik walczący w stylu klasycznym. Zajął trzynaste miejsce na mistrzostwach świata w 2023 roku.
Brązowy medalista mistrzostw Azji w 2023 roku.